# Ouratea stipulata
Ouratea stipulata är en tvåhjärtbladig växtart som först beskrevs av Vell., och fick sitt nu gällande namn av Van Tiegh.. Ouratea stipulata ingår i släktet Ouratea och familjen Ochnaceae. Utöver nominatformen finns också underarten O. s. pentandra.